# Ивано-Фёдоровка
Ивано-Фёдоровка (укр. Івано-Федорівка) — село в Доманёвском районе Николаевской области Украины.
Население по переписи 2001 года составляло 111 человек. Почтовый индекс — 56465. Телефонный код — 5152. Занимает площадь 0,761 км².

## Местный совет
56465, Николаевская обл., Доманёвский р-н, с. Александровка, ул. Мира, 36